# Cystisella americana
Cystisella americana är en mossdjursart som beskrevs av Ferdinand Canu och Ray Smith Bassler 1928. Cystisella americana ingår i släktet Cystisella och familjen Bryocryptellidae.
Artens utbredningsområde är Mexikanska golfen. Inga underarter finns listade i Catalogue of Life.